# Szabó László (újságíró, 1931–2015)
Szabó László (Baja, 1931. május 2. – Budapest, 2015. november 8.) magyar újságíró, jogtanácsos, magánnyomozó, a Magyar Televízió Kékfény című műsorának egykori műsorvezetője.

## Élete
Újságírói pályáját a Szabad Népnél kezdte, majd a Magyar Televízióban dolgozott. Közvetlen munkatársai voltak Molnár Margit, Szepesi György és Stefka István. 1964-től 1989-ig vezette az MTV Kékfény című bűnügyi magazinműsorát.
A Népszabadság, a Magyar Szocialista Munkáspárt központi lapjának belpolitikai rovatát szerkesztette, vezette 35 éven keresztül.
Mindeközben huszonnyolc könyvet írt. Felerészt Pintér István kollégájával, néhányat másokkal.
Televíziós tevékenysége során szélsőségesen egyoldalú, megbélyegző és hangulatkeltő műsoraival szerepet vállalt a meggymagos emberként híressé vált kertészeti vállalkozó, Demeter Béla meghurcolásában és bebörtönzésében.
A rendszerváltás közeledtével 1989 augusztusában kiszállt a médiából, politikából, és megnyitotta az ország első magánnyomozó irodáját. Új működési területén is sikeres lett. A magándetektívek országos szövetségében elnökké választották.
Súlyos betegség következtében hunyt el életének 85. évében.

## Könyvei
- A tanácsok pártirányítása, tan., 1956
- Pintér István – Szabó László: Riporterek az alvilágban, riportkönyv, 1957
- Horváth József – Nemes János – Pintér István – Szabó László: Az utolsó felvonás, Zrínyi, Budapest, 1958, 526 oldal
- Horváth József – Nemes János – Pintér István – Szabó László: Régi jó világ – A Horthy-korszak nagy panamáiból, Kossuth, Budapest, 1959, 272 oldal
- Pintér István – Szabó László: Titkos utakon, riportkönyv, 1959
- Pintér István – Szabó László: Szenzációk nyomában, riportkönyv, 1960
- Pintér István – Szabó László: A 119222-es légionista, riportok, 1960
- Pintér István – Szabó László: A légió hadnagya, kalandregény, 1961
- Pintér István – Szabó László: Pókháló, riportnovellák, 1962
- Pintér István – Szabó László: A hóhérok nyilatkoznak, riportkönyv, 1962
- Pintér István – Szabó László: Különös vadászat, kalandregény, 1963
- Pintér István – Szabó László: A század nevezetes bűnügyei – A modern magyar Pitaval, Minerva, Budapest, 1964, 345 oldal
- Pintér István – Szabó László: Különös vadászat; Pókháló,[2] Kossuth, Budapest, 1966, 432 oldal, illusztrálta: Kürthy Sándor
- A Niagarától északra, riportkönyv, 1966
- Sólyom József – Szabó László: A titkosszolgálat jelenti..., riportkönyv, Zrínyi Katonai, Budapest, 1966, 266 oldal
- Bűnügyi panoptikum, bűnügyi történetek, 1966
- A Gamma-null eltűnik, kémregény, Reflektor sorozat 5., Zrínyi Katonai Kiadó, Budapest, 1967, 232 oldal
- Bűnügyi múzeum, 1968
- Sólyom József – Szabó László: Utolsó kísérlet, regény, Reflektor sorozat 12., Zrínyi Katonai Kiadó, Budapest, 1968, 260 oldal
- A bűn közelről, riportok, 1969
- Sólyom József – Szabó László: A zuglói nyilasper – Egy háborús per anatómiája, 1969
- A kétarcú ember, kémregény, 1970
- Szélhámosok, gyilkosok, bűnügyi történetek, 1971
- Kék fény, 1972
- 13 bíró emlékezik, bűnügyi riportok, 1975
- Fekete Gábor – Maros Dénes – Szabó László: Válts lépést!, riportok, Zrinyi Katonai Kiadó, Budapest, 1976, 229 oldal, ISBN 963326412X
- A belpolitikai rovat munkája, Az újságíró iskola kézikönyvei sorozat, Tankönyvkiadó, Budapest, 1977, 92 oldal, ISBN 9631731111
- 13 nyomozó emlékezik, bűnügyi történetek, 1979
- 13 ügyész emlékezik, Táncsics, Budapest, 1979, 352 oldal, ISBN 963320836X
- Kék fény. Egy bűnügyi televíziós műsor első hat éve, 1981
- Kamera előtt a tettes. Bűnügyi történetek a Kék fényből, 1982
- Bűnözés a nagyvilágban I. – A Yardtól a képernyőig,  Népszava, Budapest, 1984, 390 oldal, ISBN 9633221366; 1985, 390 oldal, ISBN 9633223172
- Bűnözés a nagyvilágban II. – Bandák nyomában az Interpol, Népszava, Budapest, 1986, 326 oldal, ISBN 9633224098
- Bűnözés a nagyvilágban III. – Gyilkosság – megrendelésre, Népszava, Budapest, 1987, 360 oldal, ISBN 9633226694
- 13 nyomozó 33 esete, Népszava, Budapest, 1989, 440 oldal, ISBN 9633228239

## Film
- Különös vadászat, tévéfilm, rendezte: Kígyós Sándor, 1973, Pintér István és Szabó László azonos című regényéből.

## Díjak
- Rózsa Ferenc-díj, 1971

## Érdekességek
- Nevét dalba foglalta az URH együttes, Müller Péter Sziámi underground zenekara az 1980-ban született Kék fény című számában.[3]

## Kritika
Bűnügyi múzeum (1968) és Szélhámosok, gyilkosok (1971) című művei hemzsegnek a durva hibáktól és valótlanságtól, szándékos hazugságoktól és csúsztatásoktól. Például Bicsérdy Béláról azt állította, hogy harmincnégy (!) gyermeke született, al-dunai telepén több mint ezer híve élt, szektát alapított, 3 millió dollár értékű ingatlan és bankbetét felett rendelkezett és nagyon gazdagon hunyt el. Ezzel szemben összesen két gyermekéről tudunk, szekta helyett egy mozgalma volt, az al-dunai szigeten az összlakosság sem érte el akkor az ezer főt, és soha nem volt ott semmiféle telepe vagy kolóniája, élete végén pedig nagy szegénységben és nyomorban élt.